# Stelling van Stone-Weierstrass
De stelling van Stone-Weierstrass is een stelling uit de wiskundige analyse, die stelt dat men onder bepaalde omstandigheden een continue functie willekeurig dicht kan benaderen door eenvoudigere functies.
De stelling is genoemd naar Karl Weierstrass, die in 1885 de benaderingsstelling van Weierstrass bewees, en Marshall Harvey Stone, die deze stelling in 1937 veralgemeende.

## Benaderingsstelling van Weierstrass

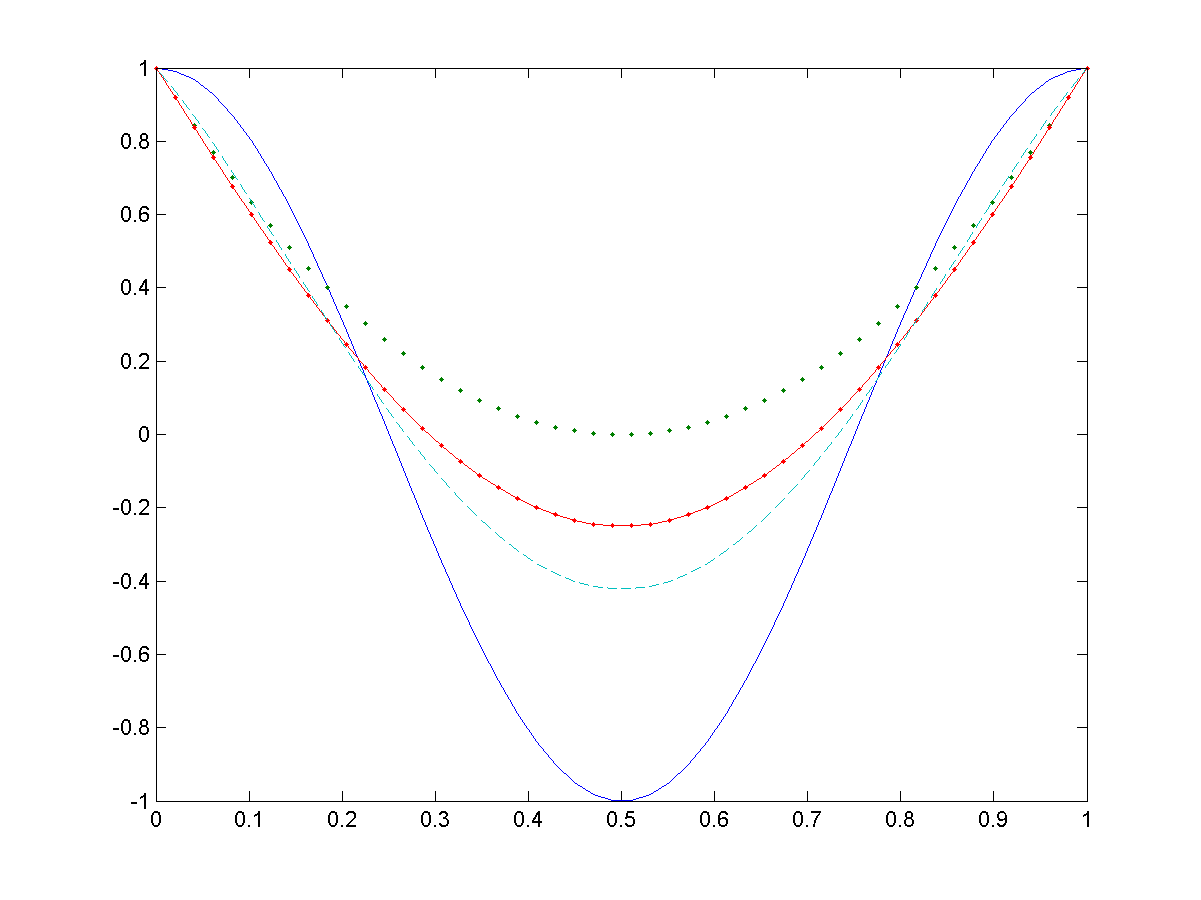
De cosinus-functie (volle lijn) en drie Bernsteinpolynomen (...), (.-.) en (---) die de functie meer en meer benaderen.

De benaderingsstelling van Weierstrass stelt dat men over een gesloten interval een continue functie willekeurig dicht kan benaderen door een veelterm. Meer formeel:
Als {\displaystyle f(x)} een reële, continue, begrensde functie is over het eindige gesloten interval {\displaystyle [a,b]}, dan bestaat er voor elke {\displaystyle \epsilon >0} een veelterm {\displaystyle P(x)} zodanig dat
{\displaystyle |f(x)-P(x)|<\epsilon }
voor elke {\displaystyle x\in [a,b]}.
Zonder verlies van algemeenheid mag men hier aannemen dat {\displaystyle a=0} en {\displaystyle b=1}.
Karl Weierstrass bewees de stelling in 1885. Verschillende wiskundigen hebben later alternatieve bewijzen gepubliceerd. Sergej Natanovitsj Bernstein publiceerde in 1912 een bewijs door constructie gebruik makend van de later naar hem genoemde Bernsteinveeltermen {\displaystyle B_{n}(x),n=1,2,\dots }, waarvan hij bewees dat
{\displaystyle \lim _{n\rightarrow \infty }B_{n}(x)=f(x)} gelijkmatig over {\displaystyle [0,1]}.

## Veralgemening van Stone
Marshall Harvey Stone heeft deze stelling in 1937 veralgemeend, zodat ze nu bekendstaat als de stelling van Stone-Weierstrass. Hij veralgemeende de stelling in twee richtingen: in plaats van een reël interval {\displaystyle [a,b]} wordt een willekeurige compacte Hausdorff-ruimte X beschouwd; en in plaats van veeltermen wordt de benadering beschouwd met elementen uit subalgebras van C(X, R), de algebra van continue reële functies in X met uniforme convergentie.